# Guillermo Andrade
Guillermo Andrade, auch bekannt unter dem Spitznamen Indio, ist ein ehemaliger peruanischer Fußballspieler auf der Position eines Verteidigers. 

## Leben
Andrade kam 1945 nach Mexiko, um für den in Orizaba beheimateten Verein A.D.O. zu spielen, bei dem er bis zu dessen Rückzug aus der höchsten mexikanischen Spielklasse am Ende der Saison 1948/49 blieb.
Anschließend wechselte er innerhalb desselben Bundesstaates Veracruz zu den in der gleichnamigen Hafenstadt beheimateten Tiburones Rojos Veracruz, mit denen er in der Saison 1949/50 die mexikanische Fußballmeisterschaft gewann. Nach einer weiteren Spielzeit in Veracruz wechselte Andrade in die weiter nördlich gelegene Hafenstadt Tampico, wo er zumindest die Saison 1951/52 beim Club Deportivo Tampico verbrachte. Zur Saison 1953/54 wechselte Sánchez zum Aufsteiger Deportivo Toluca und ein Jahr später zum amtierenden Meister Club Deportivo Marte, mit dem er am Ende der Saison 1954/55 den Abstieg in die zweite Liga hinnehmen musste.